# فرودگاه منطقه‌ای هنبل
فرودگاه منطقه‌ای هنبل (به انگلیسی: Hannibal Regional Airport) (به زبان بومی: William P. Lear Field) یک فرودگاه همگانی بهره‌برداری هوایی است که یک باند فرود بتن دارد و طول باند آن ۱۳۴۱ متر است. این فرودگاه در شهر هانیبال، میزوری کشور ایالات متحده آمریکا قرار دارد و در ارتفاع ۲۳۴ متری از سطح دریا واقع شده‌است.